# イフティハール・ウッディーン
イフティハール・ウッディーン（Iftikhār al-Dīn、生没年不詳）は、大元ウルスに仕えた官僚の一人。『元史』などの漢文史料での表記は益福的哈魯丁。

## 概要
程鉅夫の文集である『雪楼集』巻2には元代中期に宰相職を歴任したウバイドゥッラーの曾祖父母・祖父母・父母の三代に関する記述があり、これによってイフティハール・ウッディーンの経歴と事蹟が伝えられている。『雪楼集』によると、ウバイドゥッラーの曾祖父は「ムシャッラフ・ウッディーン（木沙剌福丁/Musharraf al-Dīn）」という人物で、「白旄黄鉞が西土にあらわれた（＝チンギス・カン率いるモンゴル軍が中央アジアに現れた）時」、父子ともにこれに帰順したという。ムシャッラフ・ウッディーンと、その息子のジャラール・ウッディーン（札剌魯丁/Jalāl al-Dīn）は東アジア方面に移住した後に学識優れた人物として知られたようで、ジャラール・ウッディーンは「チェルビ（察児必/Čerbi）」の地位を授けられている。
ジャラール・ウッディーンの息子がイフティハール・ウッディーンで、父・祖父に倣って学問に長けたイフティハール・ウッディーンでは大元ウルスに仕えて翰林学士承旨正奉大夫を授けられていた。至元26年（1289年）5月には、尚書省が「亦思替非文字（Istifā、アラビア文字を指す）」を公卿大夫や富民の子に学ばせること、教授役にはこの字によく通じたイフティハール・ウッディーンで（益福的哈魯丁）を充てる事が提案されたとの記録がある。一方、『雪楼集』によるとイフティハール・ウッディーンは「天人秘奥の絶学」に至っていたとされるが、これはイスラーム世界に由来する教学や天文暦算・財政理財の知識を指し、まさにこのような学問をイフティハール・ウッディーンは亦思替非文字＝アラビア文字を通じて教授したものと考えられている。
以上の功績により、イフティハール・ウッディーンは朝廷において「賢公卿」と称され、中外でその善政を称えられたという。息子には武宗・仁宗・英宗・泰定帝の4代に仕えたウバイドゥッラーがいる。

## ムシャッラフ・ウッディーン家
| ムシャッラフ・ウッディーン 木沙剌福丁 Musharraf al-Dīn | ムシャッラフ・ウッディーン 木沙剌福丁 Musharraf al-Dīn | ムシャッラフ・ウッディーン 木沙剌福丁 Musharraf al-Dīn | ムシャッラフ・ウッディーン 木沙剌福丁 Musharraf al-Dīn | ムシャッラフ・ウッディーン 木沙剌福丁 Musharraf al-Dīn | ムシャッラフ・ウッディーン 木沙剌福丁 Musharraf al-Dīn |                                                |                                                |                                                |                                                |                                                |                                                | ファーティマ 法都馬氏 Fāṭima                              | ファーティマ 法都馬氏 Fāṭima                              | ファーティマ 法都馬氏 Fāṭima                              | ファーティマ 法都馬氏 Fāṭima                              | ファーティマ 法都馬氏 Fāṭima                              | ファーティマ 法都馬氏 Fāṭima                              |                                        |               |               |               |               |               |                          |                          |                          |                          |                          |                          |
| ムシャッラフ・ウッディーン 木沙剌福丁 Musharraf al-Dīn | ムシャッラフ・ウッディーン 木沙剌福丁 Musharraf al-Dīn | ムシャッラフ・ウッディーン 木沙剌福丁 Musharraf al-Dīn | ムシャッラフ・ウッディーン 木沙剌福丁 Musharraf al-Dīn | ムシャッラフ・ウッディーン 木沙剌福丁 Musharraf al-Dīn | ムシャッラフ・ウッディーン 木沙剌福丁 Musharraf al-Dīn |                                                |                                                |                                                |                                                |                                                |                                                | ファーティマ 法都馬氏 Fāṭima                              | ファーティマ 法都馬氏 Fāṭima                              | ファーティマ 法都馬氏 Fāṭima                              | ファーティマ 法都馬氏 Fāṭima                              | ファーティマ 法都馬氏 Fāṭima                              | ファーティマ 法都馬氏 Fāṭima                              |                                        |               |               |               |               |               |                          |                          |                          |                          |                          |                          |
|                                                        |                                                        |                                                        |                                                        |                                                        |                                                        |                                                |                                                |                                                |                                                |                                                |                                                |                                                           |                                                           |                                                           |                                                           |                                                           |                                                           |                                        |               |               |               |               |               |                          |                          |                          |                          |                          |                          |
|                                                        |                                                        |                                                        |                                                        |                                                        |                                                        | ジャラール・ウッディーン 札剌魯丁 Jalāl al-Dīn | ジャラール・ウッディーン 札剌魯丁 Jalāl al-Dīn | ジャラール・ウッディーン 札剌魯丁 Jalāl al-Dīn | ジャラール・ウッディーン 札剌魯丁 Jalāl al-Dīn | ジャラール・ウッディーン 札剌魯丁 Jalāl al-Dīn | ジャラール・ウッディーン 札剌魯丁 Jalāl al-Dīn |                                                           |                                                           |                                                           |                                                           |                                                           |                                                           | 忽八氏 hūbā？                          | 忽八氏 hūbā？ | 忽八氏 hūbā？ | 忽八氏 hūbā？ | 忽八氏 hūbā？ | 忽八氏 hūbā？ |                          |                          |                          |                          |                          |                          |
|                                                        |                                                        |                                                        |                                                        |                                                        |                                                        | ジャラール・ウッディーン 札剌魯丁 Jalāl al-Dīn | ジャラール・ウッディーン 札剌魯丁 Jalāl al-Dīn | ジャラール・ウッディーン 札剌魯丁 Jalāl al-Dīn | ジャラール・ウッディーン 札剌魯丁 Jalāl al-Dīn | ジャラール・ウッディーン 札剌魯丁 Jalāl al-Dīn | ジャラール・ウッディーン 札剌魯丁 Jalāl al-Dīn |                                                           |                                                           |                                                           |                                                           |                                                           |                                                           | 忽八氏 hūbā？                          | 忽八氏 hūbā？ | 忽八氏 hūbā？ | 忽八氏 hūbā？ | 忽八氏 hūbā？ | 忽八氏 hūbā？ |                          |                          |                          |                          |                          |                          |
|                                                        |                                                        |                                                        |                                                        |                                                        |                                                        |                                                |                                                |                                                |                                                |                                                |                                                |                                                           |                                                           |                                                           |                                                           |                                                           |                                                           |                                        |               |               |               |               |               |                          |                          |                          |                          |                          |                          |
|                                                        |                                                        |                                                        |                                                        |                                                        |                                                        |                                                |                                                |                                                |                                                |                                                |                                                | イフティハール・ウッディーン 益福的哈魯丁 Iftikhār al-Dīn | イフティハール・ウッディーン 益福的哈魯丁 Iftikhār al-Dīn | イフティハール・ウッディーン 益福的哈魯丁 Iftikhār al-Dīn | イフティハール・ウッディーン 益福的哈魯丁 Iftikhār al-Dīn | イフティハール・ウッディーン 益福的哈魯丁 Iftikhār al-Dīn | イフティハール・ウッディーン 益福的哈魯丁 Iftikhār al-Dīn |                                        |               |               |               |               |               | ザイナブ 宰那不氏 Zainab | ザイナブ 宰那不氏 Zainab | ザイナブ 宰那不氏 Zainab | ザイナブ 宰那不氏 Zainab | ザイナブ 宰那不氏 Zainab | ザイナブ 宰那不氏 Zainab |
|                                                        |                                                        |                                                        |                                                        |                                                        |                                                        |                                                |                                                |                                                |                                                |                                                |                                                | イフティハール・ウッディーン 益福的哈魯丁 Iftikhār al-Dīn | イフティハール・ウッディーン 益福的哈魯丁 Iftikhār al-Dīn | イフティハール・ウッディーン 益福的哈魯丁 Iftikhār al-Dīn | イフティハール・ウッディーン 益福的哈魯丁 Iftikhār al-Dīn | イフティハール・ウッディーン 益福的哈魯丁 Iftikhār al-Dīn | イフティハール・ウッディーン 益福的哈魯丁 Iftikhār al-Dīn |                                        |               |               |               |               |               | ザイナブ 宰那不氏 Zainab | ザイナブ 宰那不氏 Zainab | ザイナブ 宰那不氏 Zainab | ザイナブ 宰那不氏 Zainab | ザイナブ 宰那不氏 Zainab | ザイナブ 宰那不氏 Zainab |
|                                                        |                                                        |                                                        |                                                        |                                                        |                                                        |                                                |                                                |                                                |                                                |                                                |                                                |                                                           |                                                           |                                                           |                                                           |                                                           |                                                           |                                        |               |               |               |               |               |                          |                          |                          |                          |                          |                          |
|                                                        |                                                        |                                                        |                                                        |                                                        |                                                        |                                                |                                                |                                                |                                                |                                                |                                                |                                                           |                                                           |                                                           |                                                           |                                                           |                                                           | ウバイドゥッラー 烏伯都剌 ʿUbayd allāh |               |               |               |               |               |                          |                          |                          |                          |                          |                          |